# 翅柄叶鼠尾草
翅柄叶鼠尾草（学名：Salvia alatipetiolata）是唇形科鼠尾草属的植物，是中国的特有植物。分布在中国大陆的四川等地，生长于海拔3,800米的地区，常生长在山坡草地上，目前尚未由人工引种栽培，別名「翅柄鼠尾草」。